# Карабау (Алтинтобинський сільський округ)
Караба́у (каз. Қарабау) — село у складі Казигуртського району Туркестанської області Казахстану. Входить до складу Алтинтобинського сільського округу.
Населення — 49 осіб (2021; 63 у 2009, 264 у 1999, 37 у 1989).